# Maisières
Pour les articles homonymes, voir Maisières (homonymie).
Maisières (en wallon Maîsiéres) est une section de la ville belge de Mons située en Région wallonne dans la province de Hainaut.
C'était une commune à part entière avant la fusion des communes de 1977.
C'est en grande partie sur son territoire, et dans une moindre mesure sur celui des anciennes communes de Casteau et de Masnuy-Saint-Jean, que l'on a implanté le SHAPE (Grand Quartier Général des Puissances Alliées en Europe), lors du déplacement en 1967 de ce commandement militaire de Rocquencourt, en France, vers la Belgique.

## Étymologie
Le nom de Maisières trouve son origine dans le mot latin maceriae signifiant murs, bâtisses. 

## Évolution démographique
- Sources : INS, Rem. : 1831 jusqu'en 1970 = recensements, 1976 = nombre d'habitants au 31 décembre.

## Héraldique
|  | Blasonnement : D'or à trois chevrons de sable. - Arrêté royal : 27 juillet 1908 |

## Économie

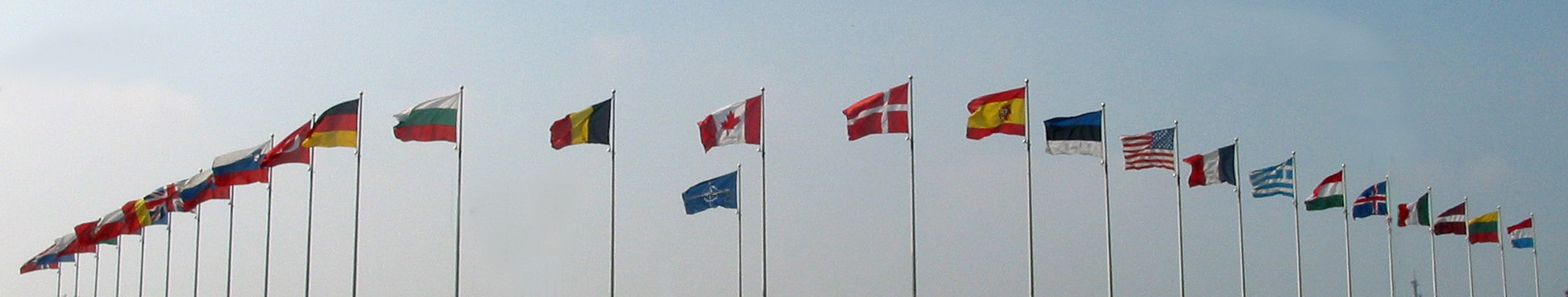
Les drapeaux des pays membres du SHAPE.

## Vie associative

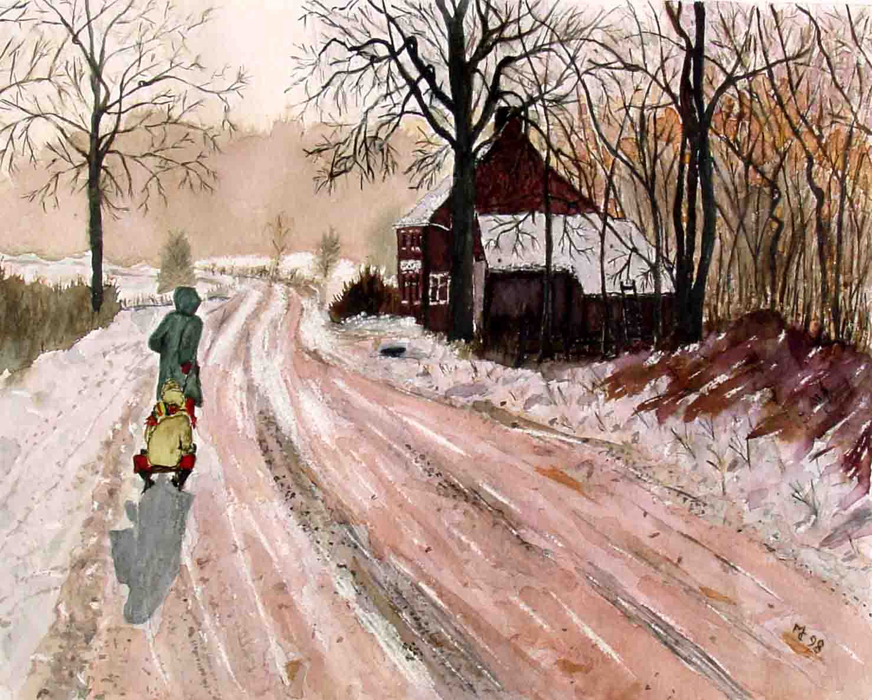
Le « Repos des Voituriers ».